# James Pitt Mabee
Pour les articles homonymes, voir Mabee.
James Pitt Mabee  (5 novembre 1859-6 mai 1912) est un avocat, juge et commissaire au chemin de fer canadien.

## Biographie
Né à Port Rowan sur la rive du lac Érié dans le Haut-Canada, Mabee étudie à l'Université de Toronto et ensuite à la Osgoode Hall Law School avant d'être nommé au Barreau du Haut-Canada en 1882.
Tentant d'être élu député libéral dans la circonscription fédérale de Perth-Nord en 1904, il est défait par Alexander Ferguson MacLaren (en).
En 1905, il est nommé président de la section canadienne de la International Waterways Commission. Plus tard en 1905, il démissionne pour accepter un poste dans la chancellerie de la Cour supérieure de justice de l'Ontario.
En 1908, il remplace Albert Clements Killam (en) à la présidence du Board of Railway Commissionners. Il occupe ce poste jusqu'à son décès de la gangrène causée à la suite de complications d'une crise d'appendicite en avril 1912. Il repose dans un cimetière anglican de Port Rowan